# Kalayaan (Laguna)
Kalayaan ist eine philippinische Stadtgemeinde in der Provinz Laguna.

## Geografie
Die Gemeindefläche bildet eine rechteckige Form, mit einer hügeligen Landschaft im östlichsten Gebiet. Der westliche Teil hingegen ist relativ flach. Die höchsten Erhebungen sind zwischen 400 und 418 Meter hoch, diese liegen in Sitio Santo Angel, Malaking Pulo, und Cabuhayan im Barangay San Juan und Sitio Lamao im Barangay San Antonio. Ungefähr drei Viertel der Fläche liegt mehr als 300 Meter hoch. Die am niedrigsten gelegenen Gebiete liegen im Westen in den Baranggays San Juan und Longos zur Laguna de Bay hin. Auf Teilen der Gemeinde liegen der Caliraya- und der Lumot-See.
Kalayaan ist politisch unterteilt in drei Baranggays: Longos, San Antonio, und San Juan (Poblacion).